# Стеклозавод (Забайкальский край)
Стеклозаво́д — село в Красночикойском районе Забайкальского края, входит в состав сельского поселения «Черемховское».

## География
Село находится в северо-восточной части района, в пределах правобережной части долины реки Чикой, на расстоянии примерно 6 км (по прямой) к на восток от села Черемхово.

## Климат
Климат резко континентальный с длительной холодной зимой и умеренно тёплым летом, Большая часть осадков выпадает в тёплое время года. Средняя температура воздуха по многолетним данным составляет от —3,3 °С, июльская от +17,2 °С, январская от —27 °С. Зима продолжительная, морозная, малооблачная, безветренная. Устойчивый снежный покров образуется после 1 ноября, разрушается в апреле. Весна поздняя, холодная и сухая. Лето короткое. Продолжительность безморозного периода колеблется по годам и длится в среднем 57 дней. В отдельные годы 100—110 дней. Осень обычно сухая и солнечная.

## История
Село основано по одним данным в 1898 году, по другим в 1906. Создание и существование села до 1947 года было связано с работой стекольного завода, переведённого потом в Петровск-Забайкальский.

## Население
| 1989 | 2002 | 2010 | 2021 |
| ---- | ---- | ---- | ---- |
| 90   | ↘80  | ↘52  | ↗57  |

Постоянное население составляло 80 человек в 2002 году (100 % русские), 52 человека в 2010 году.